# Вирсаладзе, Анастасия Давыдовна
Анастаси́я Давы́довна Абдуше́лишвили-Вирсала́дзе (груз. ანასტასია დავითის ასული ვირსალაძე; 29 октября (11 ноября) 1883, Кутаис, Российская империя, ныне Кутаиси, Грузия — 5 сентября 1968, Тбилиси, Грузинская ССР, ныне Грузия) — грузинская пианистка и педагог. Бабушка Элисо Вирсаладзе. Народная артистка Грузинской ССР (1960).

## Биография
Училась в Санкт-Петербургской консерватории у Анны Есиповой. Была концертирующей пианисткой. В 1921 году начинает преподавательскую деятельность в Тбилисской консерватории, где в 1929—1946 годах — заведующая фортепианным отделением, с 1932 года — профессор. Автор очерков о преподавании фортепиано. Среди учеников Дмитрий Башкиров, Лев Власенко, Давид Торадзе и другие. В 1935 году была членом жюри второго Всесоюзного конкурса пианистов, а в 1937 году — третьего.
Похоронена в Дидубийском пантеоне.
Её имя присвоено Детской школе искусств в Тбилиси.

## Награды
- 1941 — Заслуженный деятель искусств Грузинской ССР
- 1953 — орден Ленина
- 1958 — орден Трудового Красного Знамени (17.04.1958)
- 1960 — Народная артистка Грузинской ССР